# Pocillopora capitata
Espèce
Statut CITES
Pocillopora capitata est une espèce de coraux appartenant à la famille des Pocilloporidae.